# Conseil des femmes francophones de Belgique
Le Conseil des femmes francophones de Belgique est né dans les années 1975 lorsque le Conseil national des femmes belges (CNFB) s'est scindé pour donner naissance à une branche francophone (CFFB) et à une branche néerlandophone (NVR - Nationale Vrouwenraad). En plus d'être « association coupole » supervisant toute une série d'organisations pour femmes, le Conseil des femmes francophones de Belgique est un organe pluraliste qui poursuit plusieurs missions et objectifs, ayant pour but de promouvoir la cause féminine. 

## Contexte historique
La naissance du mouvement belge d'émancipation féminine coïncide avec la fin de l'Ancien régime lorsque les femmes décident de revendiquer des droits et de changer la manière dont elles sont vues par les hommes. Cet élan est de courte durée puisque Olympe de Gouges, auteure de la Déclaration des droits de la femme et de la citoyenne, monte à l'échafaud. Dès lors, le Code Napoléon affirme la puissance de l'homme et l'incapacité de la femme. Celle-ci n'est pas considérée comme l'égal de l'homme, elle ne dispose pas des mêmes droits : les femmes ne sont ni éligibles ni électrices.
Dans les années 1830, des femmes issues de la bourgeoisie progressiste revendiquent à leur tour plus de droits envers la gent féminine. Néanmoins, elles refusent de réclamer une égalité totale entre hommes et femmes. Pour parvenir à changer les mentalités, ces femmes sont conscientes que de simples lois ne suffiront pas ; il faut se reposer sur l'éducation et opter une évolution en douceur. La première pédagogue féministe est Zoé de Gamond, une belge née en 1806. Elle défend le droit à l'instruction des filles comme « condition sine qua non de leur émancipation ». On connait, à nouveau, un retour à la case départ avec la vague révolutionnaire de 1848. Isabelle Gatti de Gamond, fille de Zoé de Gamond, reprend le flambeau au moment de la lutte entre libéraux et catholiques. En 1864, Isabelle Gatti de Gamond succède à Zoé de Gamond en ouvrant son premier cours payant d'éducation pour jeunes filles : « l'Institution communale pour l'éducation des jeunes filles » , installée à Bruxelles. Malgré les pressions pour décourager les filles de s'y inscrire, cette institution connait un succès croissant. À la fin du XIXe siècle, ces jeunes filles constitueront le berceau des premières associations féministes.

## Création du Conseil
Au milieu du XIXe siècle, de nombreuses femmes travaillent mais les professions les mieux rétribuées sont jugées « dangereuses et immorales » pour elles. Marie Popelin, bourgeoise bruxelloise et élève d'Isabelle Gatti de Gamond, n'y tient pas compte. Elle entame des études de droit à 37 ans et obtient son diplôme en 1888 mais aucune cour de justice ne lui accorde le droit de faire son serment d'avocate. Ses procès en cours d’appel et de cassation se soldent d’une défaite mais donnent lieu à une grande mobilisation ainsi qu'à la création, en 1892, de la première association féministe en Belgique : « la Ligue belge du droit des femmes ». Cette ligue est composée d'Isabelle, Isala Van Diest, son avocat Louis Frank, Henri La Fontaine et sa sœur Léonie, Hector Denis et sa femme Joséphine.
Elle attire l'attention des féministes étrangères déjà actives depuis 1888 dans le Conseil international des femmes (CIF). Lors d'un congrès en 1888, Marie Popelin s'engage à mettre sur pied un Conseil national des femmes belges – CNFB – et cela sera chose faite le 30 janvier 1905.
Vers la fin des années 1940, le Conseil décide d'acquérir le statut d'ASBL qui lui confère un statut juridique. Cela permet au Conseil de pouvoir mener ses combats sur un juridique, il a donc une plus grande liberté de mouvement, un plus grand impact. 
Les années 1970 sont marquées par la scission, en 1975, du Conseil national des femmes belges (CNFB) en une branche francophone (CFFB - Conseil des Femmes Francophones de Belgique) et une branche néerlandophone (NVR - Nationale Vrouwenraad). 

## Organisation

### Composition
Au début de sa création, le Conseil, alors présidé par Marie Popelin, ne regroupe que trois associations : la Ligue belge du droit des femmes, la Société belge pour l'amélioration du droit de la femme et l'Union des femmes belges contre l'alcoolisme. D’autres mouvements vont, année après année, rejoindre le CNFB. Le féminisme chrétien de Belgique se désiste et les femmes socialistes accordent la priorité à la lutte des classes et non à la lutte des sexes. Le Conseil apparait comme le reflet du courant laïque et libéral.
Aujourd’hui, le Conseil regroupe une cinquantaine d'associations venant d’horizons différents, ayant des idéaux différents, des points de vue différents mais tous ralliés à la cause féminine.
Le Conseil compte plusieurs commissions de travail : « arts et Culture, Éthique, Enseignement, Relations internationales et Europe, … » ayant chacune une thématique spécifique. Elles travaillent sur des rapports d’activités et rendent des avis. Les commissions sont ouvertes à tous les membres du Conseil et associations, elles sont parfois composées d’experts.

### Combats et victoires féministes
Le CNFB représente ses membres à l’étranger et œuvre au rapprochement des associations féminines belges. C’est un lieu de rencontre pour les femmes de tout horizon ; elles peuvent s'y sentir reconnues, entendues tout en ressentant un sentiment d'appartenance à une communauté. C’est par sa voix que sont confédérées des actions communes auprès des pouvoirs publics pour la défense des intérêts économiques et sociaux des femmes, de leurs droits et devoirs dans la société et au sein de la famille. Le Conseil lutte pour des réformes juridiques, organise les premières conférences pour le suffrage universel et des actions militantes pour la paix et l’instruction obligatoire pour tous.
Au début du XXe siècle, les luttes pour l’égalité aboutissent à de premières victoires telles que : le droit d'ouvrir un carnet de dépôt (1900) ou encore celui d'obtenir un contrat de travail et d’encaisser leur propre salaire avec un maximum de 3000 francs par an. En revanche, sur le plan politique, tout reste à faire.
La renaissance du CNFB dans les années 30 marque une période d’importantes consolidations d’acquis, notamment en matière de droit familial. Au fil du temps, les revendications se font de plus en plus grandes, précises et visent une égalité totale avec l’homme.
L'acquisition de droits politiques s’est faite de manière progressive, par de multiples petites victoires. Les femmes ont dû attendre la fin des années 1940 (1948) pour se voir accorder le droit de vote. Cette victoire en entraine d’autres sur les plans économique et civil.  
Les années 1950 et 1960 sont synonymes d'évolutions technologiques et de changements de conditions de vie. Les femmes plus âgées ont du mal à trouver leur place dans la société ; le Conseil fait en sorte d'apporter des solutions à cette problématique toujours d'actualité. 
Aujourd'hui, le Conseil défend plusieurs causes comme : « la représentation plus équilibrée des femmes et des hommes dans toutes les sphères de la vie publique, l'amélioration de la situation des femmes dans la vie économique et sociale, la santé et la qualité de vie des femmes, … ». Les combats sont divers et touchent tous les aspects de la vie des femmes.

## Évolution
La deuxième vague féministe fait son apparition dans les années 1960, on parle de « néo-féminisme ». Des questions à propos des droits sexuels et reproductifs donnent naissance à de nouvelles luttes dans le courant des années 1960, illustrées, entre autres, par les révolutions de 1968, touchant les États-Unis, l'Europe et le Japon. 
Les années 1970 seront également marquantes au niveau international : la cause féminine connait un immense essor sur le plan international, grâce, notamment, à l’emploi de nouveaux moyens de diffusion. En 1973, un périodique féministe, Les Cahiers du Grif, parait en Belgique. Ce périodique permettra d’évoquer les nouveaux sujets d'actualité féminine et une plus grande visibilité pour les causes défendues. 
Le CFFB met en place un système de prix qui récompensera toute femme ou groupe de femmes qui agiront pour la cause féminine. Cela permet une valorisation pour le travail accompli pour défendre la cause des femmes. 
Le Conseil des Femmes Francophones de Belgique, en collaboration avec une vingtaine d'autres associations, établit un rapport qu'il présente au gouvernement belge, posant la question suivante : « que veulent les femmes belges ? ».  
Fin des années 1990, le combat politique continue d'avancer et aboutit, en 1992, à une loi imposant qu'un tiers des places sur les listes électorales soient attribuées à l'un des deux sexes. Cette loi sera appliquée aux élections suivantes et permettra aux femmes d’acquérir des places au sein des assemblées législatives. Le Conseil tire profit de la situation en demandant un accès à tous les niveaux de pouvoirs. 

## Actualité
Depuis le début des années 2000, le Conseil est également sensible à la question de l'immigration, des femmes qui en sont issues. En 2002, le pluralisme politique est prôné au sein du Conseil. 
Lors de son 100e anniversaire, en 2005, le Conseil marque le coup en investissant dans tous types de moyens afin d'augmenter leur visibilité et pouvoir partager ce pourquoi il se bat. 
La question de l'égalité en cas de divorce est également au centre de l'attention au sein du Conseil des femmes francophones de Belgique. En 2007, une loi sera votée ; il s'agit d'une nouvelle victoire pour toutes les femmes. Plusieurs figures féminines bien connues en politique belge, telles que Laurette Onkelinx, Joëlle Milquet ou encore Annemie Turtelboom, ont participé aux divers combats. 
Début des années 2010, les violences faites aux femmes deviennent un thème phare. Le Conseil prend plusieurs initiatives comme la création d'un site internet et d’une page Facebook ainsi que la mise en place de manifestations. 
L'actuelle[évasif] présidente, Sylvie Lausberg, est fortement impliquée dans la lutte pour le droit à l'interruption volontaire de grossesse. Depuis le début de sa présidence, le Conseil s'est à nouveau réinvesti fortement sur le plan international ; notamment au sein de l'ONU ou encore du Conseil international des Femmes (CIF) et du Centre Européen du Conseil International des Femmes (CECIF). 
Dans le courant de l'année 2019, le Conseil a été invité à collaborer à la formation des gouvernements des entités fédérées. En février 2020, de nouvelles associations rejoignent le Conseil, ce qui permet de diversifier les thématiques qu'il traite. 
L’ambition actuelle du Conseil est de continuer à progresser, agir ensemble et de manière coordonnée avec la société civile et au-delà des frontières institutionnelles de notre pays. Il y a eu l'obtention d'une conférence interministérielle consacrée aux droits des femmes ainsi qu’un plan du CFFB en fédération Wallonie-Bruxelles, actuellement soumis à la concertation avec la société civile. 
En avril 2023, Sophie Rohonyi en devient la présidente. 